# Manden fra Mallorca
Manden fra Mallorca (originaltitel: Mannen från Mallorca) er en svensk kriminalfilm fra 1984 skrevet og instrueret af Bo Widerberg. Hovedrollerne spilles af Sven Wollter og Tomas von Brömssen. Filmen er baseret på romanen Grisfesten fra 1978 af Leif G.W. Persson.
Filmen fik generelt positive anmeldelser og anses i dag som en af de bedste svenske film fra 1980'erne. Den indgår i bogen Tusen svenska klassiker fra 2009.

## Handling
Et røveri begås imod et postkontor i Stockholm. To politibetjente, der tilfældigt befinder sig i nærheden, inddrages i opklaringsarbejdet. Flere voldsomme begivenheder finder sted, tilsyneladende uafhængige af hinanden. De to politimænd fortsætter deres arbejde selvom et net af forhindringer lægges i vejen for opklaringen.

## Medvirkende
- Sven Wollter som Bo Jarnebring
- Tomas von Brömssen som Lars Martin Johansson
- Johan Widerberg som Johanssons søn
- Håkan Serner som Andersson
- Ernst Günther som Dahlgren
- Thomas Hellberg som Berg
- Ingvar Hirdwall som Fors
- Niels Jensen som Roger Jansson
- Tommy Johnson som Rundberg
- Nina Gunke som Eva Zetterberg
- Margreth Weivers som Alva Wiström
- Dan Ekborg som mand der bliver slået ned på postkontoret
- Hans Villius som justitsministeren

## Udmærkelser
Sven Wollter modtog i 1985 en Guldbagge for bedste mandlige hovedrolle ved dette års uddeling.